# Két vén levest eszik
A Két vén levest eszik (Dos viejos comiendo sopa), ismert Két boszorkány (Dos Brujas) címmel is, Goya spanyol festő alkotása, mely jelenleg a madridi Prado gyűjteményében látható. A festő fekete festmények néven ismertté vált sorozatának darabja, melyet 1819 és 1823 között festett a Madridhoz közeli Quinta del Sordó-ban.

## A festmény

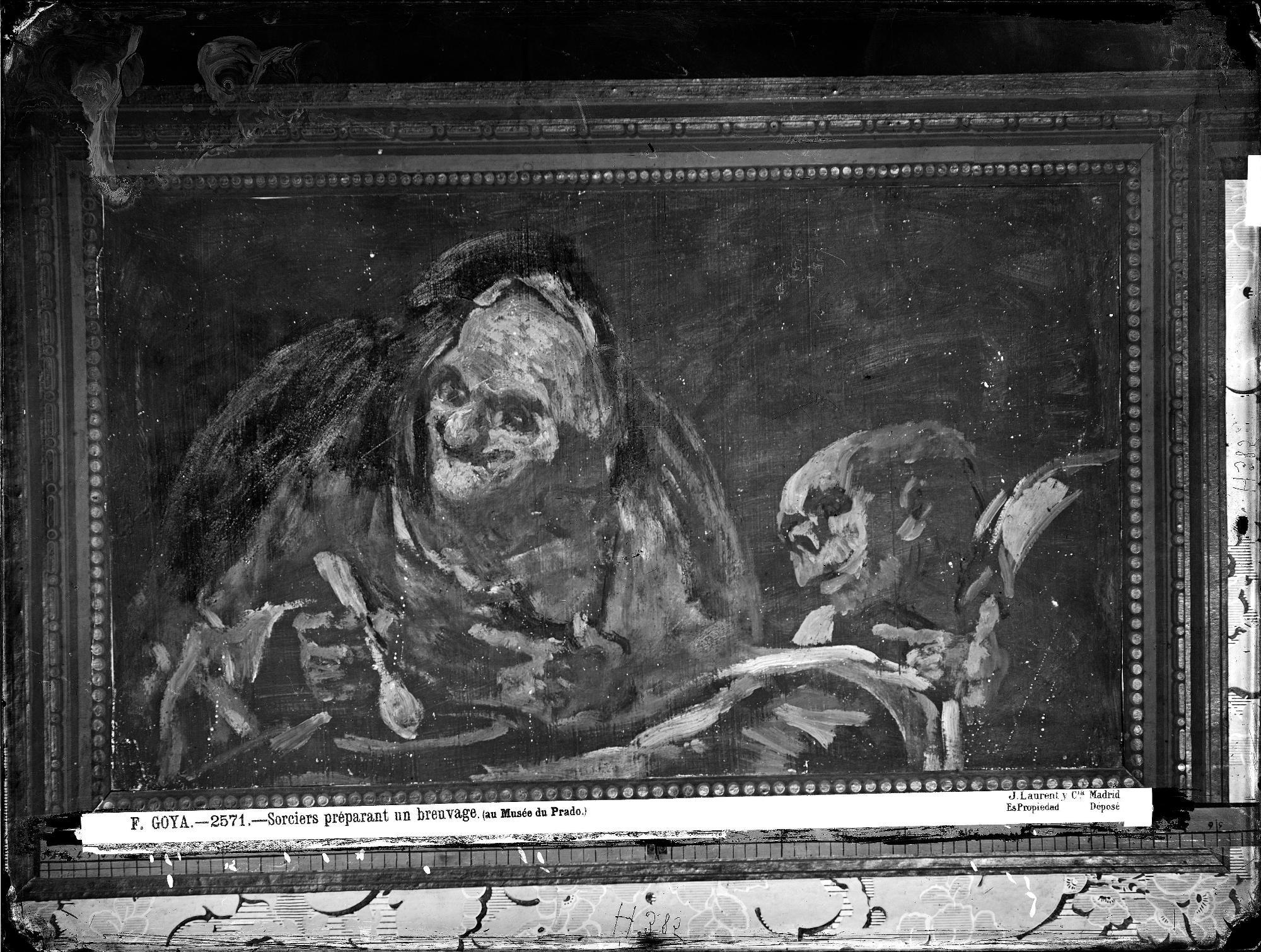
Az eredeti festmény a Quinta de goya falán (Fotó: Jean Laurent, 1874) A Museo del Prado feliratot 1890 körül helyezték az eredeti üvegnegatívra.

Valószínűleg a Quinta del Sordo főajtója felett foglalt helyett a Le Leocadia és a Két öreg című festmények között. A többi fekete festményhez hasonlóan ezt is 1873-74-ben helyezték át vászonra Salvator Martinez Cubells a madridi Prado kurátora felügyelete mellett. A vásznakat báró Emile d'Erlanger adományozta 1881-ben a spanyol államnak.
A képen két idős emberalak látható, bár feltételezések szerint férfiak, nemük nem egyértelmű. A bal oldali alak szája grimaszt formál, feltehetően amiatt, mert már nincsenek fogai. A másik alak egyáltalán nem tűnik élettel telinek: szemei helyén fekete üreg látható, a feje inkább emlékeztet egy koponyára, mintsem egy emberi arcra.
A többi fekete festményhez hasonlóan Goya itt is sötét színeket használt: feketét, okkert, szürkét és barnát.